# ホノ
ホノ（1995年10月16日 - ）は、日本の元女子プロレスラー。身長143cm、体重35kg。埼玉県狭山市出身。

## 所属
- アイスリボン（2006年 - 2007年）

## 経歴・戦歴
2006年
- 9月9日、千本桜ホールにおいて、真琴戦でデビュー。その場飛びムーンサルトプレスで勝利。

2007年
- 1月27日、新木場1stRINGにおける我闘姑娘でリングデビュー。牧場みのりに変形羽根折り固めで勝利。
- 9月8日、北沢タウンホールにおける牧場みのり戦を最後に引退。

## 得意技
- ムーンサルトプレス
- 変形羽折固め